# ایشتوان سابو
ایشتوان سابو (مجاری: István Szabó؛ زادهٔ ۱۸ فوریهٔ ۱۹۳۸) کارگردان و نویسنده مجارستانی است. وی از سال ۱۹۵۹ میلادی تاکنون مشغول فعالیت بوده‌است.

از فیلم‌هایی که وی در آن‌ها نقش داشته‌است می‌توان به مفیستو، هانوسن و جانبداری اشاره نمود.